# Mohammed Al-Magherbi
Mohammed Abdullah Derhem Al-Magherbi (arab. محمد عبد الله المغربي ;ur. 1 stycznia 1998) – jemeński zapaśnik walczący w obu stylach. Zajął czternaste miejsce na igrzyskach azjatyckich w 2018. Drugi i trzeci na mistrzostwach arabskich w 2018 roku.